# Gare Dorion
Cet article concerne la gare d'exo. Pour la ville de Vaudreuil-Dorion, voir Vaudreuil-Dorion. Pour les autres significations, voir Dorion.
La gare Dorion est une gare d'exo située dans la ville de Vaudreuil-Dorion au Québec (Canada). Elle dessert les trains de banlieue de la ligne exo 1. Elle a longtemps été le terminus de la plupart des voyages de cette ligne de train de banlieue, avant que ne soit construite la gare de Vaudreuil. La gare Dorion a longtemps été connue sous le nom de gare de Vaudreuil-Station. Construite en 1887 pour le Canadien Pacifique, elle est attribuée aux architectes montréalais John William Hopkins et Edward Colis Hopkins.

## Correspondances

### Autobus
La gare offre des correspondances avec les lignes d'autobus d'exo La Presqu'Île.
exo La Presqu'Île
| Circuit | Destinations                                     |
| ------- | ------------------------------------------------ |
| 3       | Valois                                           |
| 5       | Gare Dorion - Gare Vaudreuil                     |
| 8       | Chicoine                                         |
| 15      | Gare Dorion - Gare Vaudreuil                     |
| 35      | Gare Dorion - Terminal MacDonald                 |
| 91      | Liaison des gares - Gérald-Godin - Pointe-Claire |
| 115     | Gare Dorion - Gare Vaudreuil FIN DE SEMAINE      |
| 335     | Gare Dorion - Terminus MacDonald FIN DE SEMAINE  |